# Sambirampak Lor
Sambirampak Lor is een bestuurslaag in het regentschap Probolinggo van de provincie Oost-Java, Indonesië. Sambirampak Lor telt 2965 inwoners (volkstelling 2010).